# Cazul Turpin
Cazul Turpin este un eveniment american de abuz asupra copilului și captivitate care a fost descoperit la data de 14 ianuarie 2018 în localitatea Perris din California. David și Louise Turpin au fost acuzați de detenție ilegală a propriilor 13 copii, având vărste cuprinse între 2 și 29 de ani, în casa lor. Poliția a găsit copiii legați de paturi cu lanțuri și lacăte, într-o cameră întunecată și rău-mirositoare.
Se susține că cuplul își lega, bătea și strangula copiii și le permitea să mănânce o singură dată pe zi și să se spele odată pe an. Cel mai mare dintre copii, o femeie cu vârsta de 29 de ani, cântărea 37 kg. Cuplul a fost arestat în data de 14 ianuarie 2018 având prima înfățișare la tribunal în data de 18 ianuarie 2018, dar nu au recunoscut acuzațiile.

## Suspecți
Suspecții sunt David Allen Turpin (născut în 17 octombrie 1961) și Louise Anna Turpin (născută în 24 mai 1968), care s-au căsătorit în anul 1985. David Turpin este licențiat în calculatoare care a absolvit Virginia Tech. În 1979, el a absolvit liceul Princeton din Virginia de Vest. Anuarul din 1979 al școlii arată că el era trezorier al Clubului Biblic, co-căpitan al Clubului de Șah și membru al Clubului de Științe și al Corului Acapella. Ocupația Louisei Turpin a fost înregistrată în documentele instanței ca fiind aceea de casnică. Cuplul este adept al cultului penticostal. David Turpin a câștigat 140.000 dolari pe an la Northrop Grumman și 87.000 dolari din planuri de pensie de la Northrop Grumman și Lockheed Martin.
Cei doi au închiriat o căsuță poștală în Burleson, Texas, între anii 1986 și 2003. Înregistrările poliției din Burleson au arătat că Louise Turpin a raportat ca suspect un șofer băut în anul 2008. Cei doi au avut proprietăți sau au locuit în Rio Vista și Fort Worth, Texas, și au plecat de acolo în 2010. Ei au declarat falimentul în anul 2011, cu datorii între 100.000 și 500.000 dolari.

## Evadare și salvare
În 14 ianuarie 2018, fiica în vârstă de 17 ani a lui David și a Louisei Turpin a scăpat din casă pe fereastră și a alertat poliția sunând la numărul de urgență cu un telefon mobil inactiv. Oficialitățile au spus că ea era atât de slăbită încât arăta ca și cum ar fi avut vârsta de 10 ani. Ceilalți 12 frați, cu vârste între 2 și 29 de ani, au fost găsiți de poliție, unii legați cu lanțuri și lacăte de paturi. La început, ofițerii au presupus că datorită aparenței fragile și subnutriției, toți cei din grup ar fi minori, dar ulterior s-a constatat că 7 dintre aceștia erau adulți cu vârste între 18 și 29 de ani.
Conform căpitanului Greg Fellows de la biroul șerifului, Louise Turpin a rămas „perplexă” atunci când agenții au intrat în casă. Într-un comunicat de presă, departamentul șerifului din Riverside a spus că „Părinții nu au putut da un motiv logic pe loc pentru reținerea copiilor în [modul în care a fost].” Cei șase minori, cu vârste între 2 și 17 ani, au fost duși de la biroul șerifului la centrul medical regional din Riverside, unde au fost internați la secția de pediatrie pentru tratament. Directorul centrului medical regional Corona, Mark Uffer a spus că în unitate sunt tratați 7 dintre copiii adulți, pe care i-a descris ca fiind mici și clar subnutriți, dar stabili și foarte prietenoși.

## Arestare și procedura juridică
În 14 ianuarie 2018, David și Louise Turpin au fost arestați pentru suspiciunea de punere în pericol a copilului și tortură și încarcerați în arestul din Riverside, iar cauțiunea a fost stabilită la 9 milioane de dolari. Poliția a percheziționat casa Turpin în 17 ianuarie, ridicând probe în pungi negre de plastic.
Cuplul a fost acuzat în 18 ianuarie cu 12 capete de acuzare de tortură, 12 capete de detenție ilegală, șapte capete de abuz asupra adultului dependent și șase capete de abuz asupra minorului. David Turpin a primit un capăt suplimentar de acuzare de act indecent cu un copil mai mic de 14 ani. Dacă vor fi condamnați pentru toate capetele de acuzare, cei doi ar putea fi trimiși la închisoare pentru o perioadă de 94 ani sau chiar închisoare pe viață. La anunțarea acuzațiilor împotriva Turpin-ilor, procurorul general din Riverside, Mike Hestrin a spus că „Abuzul și neglijarea severă s-au intensificat în timp și de când s-au mutat în California.”
La audierea din de 24 ianuarie 2018, instanța a admis cererea procurorului pentru un ordin de restricție care interzice contactul între părinții Turpin și copiii lor timp de trei ani. Părinților le este interzisă apropierea la mai puțin de 100 yarzi (91 m) față de oricare dintre copiii lor sau stabilirea contactului electronic cu aceștia. Ambii acuzați au fost de acord cu aceste restricții.
În 23 februarie 2018, procurorul Mike Hestrin a mai adăugat trei capete de acuzare de abuz asupra copilului pentru amândoi părinții, și unul de atac numai pentru Louise. Pe 4 mai 2018, David a fost acuzat cu opt capete de sperjur pentru declarațiile notariale pe care le-a depus la Inspectoratul de Învățământ din California între anii 2010–2017, în care a declarat că „copiii din casă primeau educație continuă într-o școală privată”. Audierea preliminară a fost stabilită să se desfășoare în data de 20 iunie 2018.

## Reacții ale prietenilor și familiei extinse
În 17 ianuarie 2018, Elizabeth Flores, sora Louisei Turpin, a declarat la emisiunea Bună dimineața America că a solicitat ani de zile să își vadă nepoatele și nepoții, chiar și prin Skype, dar cuplul nu a lăsat-o. Ea a mai spus că nu a fost de acord cu cumnatul său, și că acesta o privea când făcea duș. La emisiunea Astăzi, Teresa Robinette, o altă soră a Louisei Turpin, a spus că era îngrijorată de greutatea copiilor. Mătușa Louisei Turpin, Brenda Taylor a spus că „Din pozele pe care le-au postat pe Facebook, ziceai că erau o mare familie fericită.”
James și Betty Turpin, părinții lui David Turpin, au declarat pentru ABC News că au fost „surprinși și șocați” de acuzațiile împotriva fiului și norei lor.
Nancy Trahan, care a fost avocatul falimentului cuplului, a spus pentru Washington Post că s-a întâlnit cu cei doi de 4-5 ori în 2011 și i-a descris ca „foarte normali."